# سوزی کواترو
سوزی کواترو (انگلیسی: Suzi Quatro؛ زادهٔ ۳ ژوئن ۱۹۵۰) یک خواننده، نوازنده گیتار بیس و ترانه‌سرا سبک راک و همچنین بازیگر اهل ایالات متحده آمریکا است. وی از سال ۱۹۶۴ میلادی تاکنون مشغول فعالیت بوده‌است.
راک هارد از آلبوم‌های وی می‌باشد.